# Comisarul Cardone în acțiune
Comisarul Cardone în acțiune (în italiană La polizia sta a guardare) este un film polițist italian din 1973 regizat de Roberto Infascelli.

## Rezumat
Ofițerul de poliție Cardone este chemat în anii 1970 la Brescia pentru a-l înlocui pe chestorul Jovine care, fiind incapabil să combată criminalitatea organizată cu mijloacele permise de lege, a preferat să demisioneze. Unitățile locale de poliție, care avuseseră până atunci o atitudine pasivă din cauză că erau corupte, trebuie să se conformeze directivelor noului chestor delegat pentru restabilirea ordinii. 
Cardone este un adept al măsurilor forte: el capturează câțiva spărgători de bănci, fără a ceda în fața șantajului cu privire la viața ostaticilor, și dejoacă, grație interceptărilor, răpirea în scopul răscumpărării a fiului unui industriaș local. Pentru a-l determina să nu se mai implice în astfel de operațiuni, organizatorii acestei răpiri îl răpesc atunci pe Massimo, fiul chestorului. După primele ezitări, Cardone - stimulat chiar de Massimo, cu care a putut vorbi la telefon - refuză să abandoneze modul de acțiune urmat până atunci. El descoperă, grație unor informații, că liderul bandei este chiar fostul chestor Jovine și îl arestează pe predecesorul său, iar apoi ordonă luarea cu asalt a casei în care fiul său este ținut prizonier. Răpitorii reușesc să scape, dar la capătul unei urmăriri lungi, care se va solda cu moartea unui copilaș și cu rănirea gravă a lui Massimo, poliția ucide întreaga bandă.

## Distribuție
- Enrico Maria Salerno — chestorul Cardone
- Lee J. Cobb — fostul chestor Jovine
- Jean Sorel — procurorul Aloisi
- Luciana Paluzzi⁠(d) — Renata Boletti
- Gianni Bonagura⁠(d) — comisarul Zenoni
- Laura Belli⁠(d) — Laura Ponti
- Tino Bianchi⁠(d) — medicul legist
- Claudio Gora⁠(d) — avocatul Samperi
- Ennio Balbo⁠(d) — prefectul

## Producție
Scenele interioare au fost filmate pentru interioare în clădirile companiei de producție cinematografică DEAR din Roma (acum un centru de producție de televiziune deținut de compania RAI), în timp ce scenele exterioare au fost filmate în zona orașelor Milano și Brescia.
Rolul fiului chestorului Cardone, Massimo, a fost interpretat de Giambattista Salerno, fiul actorului principal Enrico Maria Salerno. 

## Lansare
Filmul a fost lansat în rețeaua cinematografică italiană pe 16 noiembrie 1973.

## Recepție
Comisarul Cardone în acțiune s-a clasat pe locul 41 la box-office-ul italian în sezonul cinematografic 1973-1974.